# Black history month
Black history month är ett årligt evenemang främst i USA, men även i Kanada och Storbritannien, för att uppmärksamma afroamerikanernas historia och kända svarta medborgarrättskämpar såsom Rosa Parks, Martin Luther King och Malcolm X.